# Alois von und zu Liechtenstein (Erbprinz)

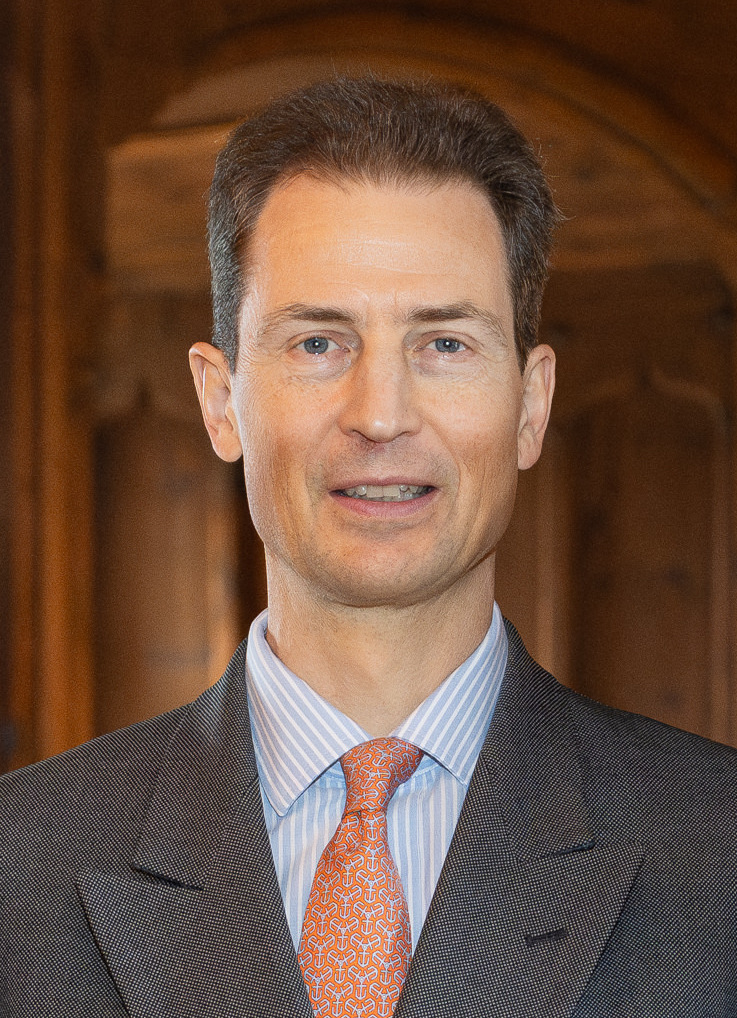
Alois von Liechtenstein

Erbprinz Alois Philipp Maria von und zu Liechtenstein, Graf zu Rietberg (* 11. Juni 1968 in Zürich) ist amtsausführender Stellvertreter des Fürsten von Liechtenstein und Thronfolger. Die offizielle Titulatur des Erbprinzen lautet Seine Durchlaucht (S. D.) Erbprinz Alois von und zu Liechtenstein.

## Leben

### Kindheit und Ausbildung
Erbprinz Alois ist der älteste Sohn von Fürst Hans-Adam II. (* 1945) und der Fürstin Marie (1940–2021). Er wuchs im Schloss Vaduz auf. Wie sein Vater besuchte er die Primarschule von Vaduz und schloss das Gymnasium mit der Matura ab. Anschliessend absolvierte er eine Offiziersausbildung an der Militärakademie Sandhurst in Großbritannien. Nach der Brevetierung zum Second Lieutenant leistete er während eines halben Jahres Dienst bei den Coldstream Guards in Hongkong und London. Anschliessend studierte er Rechtswissenschaften an der Universität Salzburg und schloss 1993 mit dem Magisterdiplom ab. Von September 1993 bis Mai 1996 arbeitete er bei einem Wirtschaftsprüfungsunternehmen in London.

### Ehe und Familie
Am 3. Juli 1993 heiratete er in der katholischen heutigen Kathedral- und Stadtpfarrkirche St. Florin zu Vaduz die 1967 geborene Sophie Herzogin in Bayern (protokollarisch Prinzessin von Bayern, Herzogin in Bayern), Tochter von Max Emanuel Herzog in Bayern und Nichte des derzeitigen wittelsbachischen Familienoberhauptes Franz Herzog von Bayern.
Aus der Ehe gingen vier Kinder hervor:
- Prinz Joseph Wenzel Maximilian Maria von und zu Liechtenstein, Graf zu Rietberg, * 24. Mai 1995
- Prinzessin Marie Caroline Elisabeth Immaculata von und zu Liechtenstein, Gräfin zu Rietberg, * 17. Oktober 1996
- Prinz Georg Antonius Constantin Maria von und zu Liechtenstein, Graf zu Rietberg, * 20. April 1999
- Prinz Nikolaus Sebastian Alexander Maria von und zu Liechtenstein, Graf zu Rietberg, * 6. Dezember 2000

## Offizielle Aufgaben
Nachdem er 1996 nach Vaduz zurückkehrte, verwaltete Erbprinz Alois das fürstliche Privatvermögen. Am 16. August 2004 übernahm er als amtsausführender Stellvertreter des Landesfürsten die Regierungsgeschäfte.

## Titel, Anrede und Wappen

Fürstliches Wappen

Der volle Titel des Erbprinzen gemäß dem liechtensteinischen Hausgesetz ist Erbprinz von und zu Liechtenstein, Graf zu Rietberg.
Alle Mitglieder des Fürstenhauses Liechtenstein haben die Anrede Durchlaucht und führen das Wappen der Fürstlichen Familie.
Seine Gattin hat abweichend vom Hausgesetz die Höflichkeitsanrede Ihre Königliche Hoheit (Schriftform I. K. H.), da sie aus dem vormals regierenden königlichen Haus Wittelsbach (Könige von Bayern, 1806–1918) stammt und daher protokollarisch in höherem Rang steht.

## Auszeichnungen
- 8. Juni 2000: Großes Goldenes Ehrenzeichen am Bande für Verdienste um die Republik Österreich[5][6]
- 16. September 2011: Collane Verdienstorden Pro Merito Melitensi[7]
- 2022: Ritter des Ordens vom Goldenen Vlies (Österreichischer Zweig)

## Vorfahren
| Ahnentafel Erbprinz Alois von und zu Liechtenstein | Ahnentafel Erbprinz Alois von und zu Liechtenstein                                                                 | Ahnentafel Erbprinz Alois von und zu Liechtenstein                                                              | Ahnentafel Erbprinz Alois von und zu Liechtenstein                                                         | Ahnentafel Erbprinz Alois von und zu Liechtenstein                                                            | Ahnentafel Erbprinz Alois von und zu Liechtenstein                                                                                   | Ahnentafel Erbprinz Alois von und zu Liechtenstein                                                                                   | Ahnentafel Erbprinz Alois von und zu Liechtenstein                                                                     | Ahnentafel Erbprinz Alois von und zu Liechtenstein                                                                     |
| -------------------------------------------------- | --- | --- | --- | --- | --- | --- | --- | --- |
| Ururgrosseltern                                    | Prinz Alfred von und zu Liechtenstein (1842–1907) ⚭ 1865 Prinzessin Henriette von und zu Liechtenstein (1843–1931) | Erzherzog Karl Ludwig von Österreich (1833–1896) ⚭ 1873 Prinzessin Marie Therese von Braganza (1855–1944)       | Graf Joseph von Wilczek (1861–1929) ⚭ 1884 Gräfin Elisabeth Kinsky von Wchinitz und Tettau (1865–1941)     | Graf Zdenko Kinsky von Wchinitz und Tettau (1844–1932) ⚭ 1877 Gräfin Georgine Festetics von Tolna (1856–1934) | Fürst Ferdinand Bonaventura Kinsky von Wchinitz und Tettau (1834–1904) ⚭ 1856 Prinzessin Marie von und zu Liechtenstein (1835–1905)  | Fürst Adolf von Auersperg (1821–1885) ⚭ 1857 Gräfin Johanna Festetics von Tolna (1830–1884)                                          | Graf Johann von Ledebur-Wicheln (1842–1903) ⚭ 1868 Gräfin Karoline Czernin von und zu Chudenitz (1847–1907)            | Graf Heinrich Larisch von Moennich (1850–1918) ⚭ 1871 Gräfin Henriette Larisch von Mönnich (1853–1916)                 |
| Urgrosseltern                                      | Prinz Alois von und zu Liechtenstein (1869–1955) ⚭ 1903 Erzherzogin Elisabeth Amalie von Österreich (1878–1960)    | Prinz Alois von und zu Liechtenstein (1869–1955) ⚭ 1903 Erzherzogin Elisabeth Amalie von Österreich (1878–1960) | Graf Ferdinand von Wilczek (1893–1977) ⚭ 1921 Gräfin Norbertine Kinsky von Wchinitz und Tettau (1888–1923) | Graf Ferdinand von Wilczek (1893–1977) ⚭ 1921 Gräfin Norbertine Kinsky von Wchinitz und Tettau (1888–1923)    | Graf Ferdinand Vincenz Rudolf Kinsky von Wchinitz und Tettau (1866–1916) ⚭ 1892 Prinzessin Aglaë Franziska von Auersperg (1868–1919) | Graf Ferdinand Vincenz Rudolf Kinsky von Wchinitz und Tettau (1866–1916) ⚭ 1892 Prinzessin Aglaë Franziska von Auersperg (1868–1919) | Graf Eugen von Ledebur-Wicheln (1873–1945) ⚭ 1910 Gräfin Eleonore Larisch von Moennich (1888–1975)                     | Graf Eugen von Ledebur-Wicheln (1873–1945) ⚭ 1910 Gräfin Eleonore Larisch von Moennich (1888–1975)                     |
| Grosseltern                                        | Fürst Franz Josef II. (1906–1989) ⚭ 1943 Gräfin Georgina von Wilczek (1921–1989)                                   | Fürst Franz Josef II. (1906–1989) ⚭ 1943 Gräfin Georgina von Wilczek (1921–1989)                                | Fürst Franz Josef II. (1906–1989) ⚭ 1943 Gräfin Georgina von Wilczek (1921–1989)                           | Fürst Franz Josef II. (1906–1989) ⚭ 1943 Gräfin Georgina von Wilczek (1921–1989)                              | Graf Ferdinand Carl Kinsky von Wchinitz und Tettau (1907–1969) ⚭ 1933 Gräfin Henriette von Ledebur-Wicheln (1910–2002)               | Graf Ferdinand Carl Kinsky von Wchinitz und Tettau (1907–1969) ⚭ 1933 Gräfin Henriette von Ledebur-Wicheln (1910–2002)               | Graf Ferdinand Carl Kinsky von Wchinitz und Tettau (1907–1969) ⚭ 1933 Gräfin Henriette von Ledebur-Wicheln (1910–2002) | Graf Ferdinand Carl Kinsky von Wchinitz und Tettau (1907–1969) ⚭ 1933 Gräfin Henriette von Ledebur-Wicheln (1910–2002) |
| Eltern                                             | Fürst Hans-Adam II. (* 1945) ⚭ 1967 Gräfin Marie Kinsky von Wchinitz und Tettau (1940–2021)                        | Fürst Hans-Adam II. (* 1945) ⚭ 1967 Gräfin Marie Kinsky von Wchinitz und Tettau (1940–2021)                     | Fürst Hans-Adam II. (* 1945) ⚭ 1967 Gräfin Marie Kinsky von Wchinitz und Tettau (1940–2021)                | Fürst Hans-Adam II. (* 1945) ⚭ 1967 Gräfin Marie Kinsky von Wchinitz und Tettau (1940–2021)                   | Fürst Hans-Adam II. (* 1945) ⚭ 1967 Gräfin Marie Kinsky von Wchinitz und Tettau (1940–2021)                                          | Fürst Hans-Adam II. (* 1945) ⚭ 1967 Gräfin Marie Kinsky von Wchinitz und Tettau (1940–2021)                                          | Fürst Hans-Adam II. (* 1945) ⚭ 1967 Gräfin Marie Kinsky von Wchinitz und Tettau (1940–2021)                            | Fürst Hans-Adam II. (* 1945) ⚭ 1967 Gräfin Marie Kinsky von Wchinitz und Tettau (1940–2021)                            |
| Erbprinz Alois von und zu Liechtenstein (* 1968)   | | | | | | | | |